# Алгебраическое уравнение
Алгебраическое уравнение (полиномиальное уравнение, многочленное уравнение) — уравнение вида
{\displaystyle P(x_{1},x_{2},\ldots ,x_{n})=0,}
где {\displaystyle P} — многочлен от переменных {\displaystyle x_{1},\ldots ,x_{n}}, которые называются неизвестными.
Коэффициенты многочлена {\displaystyle P} обычно берутся из некоторого поля {\displaystyle {F}},
и тогда уравнение {\displaystyle P(x_{1},x_{2},\ldots ,x_{n})=0} называется алгебраическим уравнением над полем {\displaystyle {F}}.
Степенью алгебраического уравнения называют степень многочлена {\displaystyle P}.
Например, уравнение
{\displaystyle y^{4}+{\frac {xy}{2}}+y^{2}z^{5}+x^{3}-xy^{2}+3x^{2}-1=0}
является алгебраическим уравнением 7-й степени от 3 переменных (с 3 неизвестными) над полем вещественных чисел.

## Связанные определения
Значения переменных {\displaystyle x_{1},\ldots ,x_{n}}, которые при подстановке в алгебраическое уравнение обращают его в тождество,
называются корнями этого алгебраического уравнения.

## Примеры алгебраических уравнений
- Алгебраическое уравнение с одним неизвестным — уравнение вида {\displaystyle a_{0}x^{n}+a_{1}x^{n-1}+\ldots +a_{n}=0,} где {\displaystyle n} — натуральное число.
- Линейное уравнение
  - от одной переменной: {\displaystyle ax+b=0,\quad a\neq 0.}
  - от нескольких переменных: {\displaystyle a_{1}x_{1}+a_{2}x_{2}+\dots +a_{n}x_{n}+b=0.}
- Квадратное уравнение
  - от одной переменной: {\displaystyle ax^{2}+bx+c=0,\quad a\neq 0.}
- Кубическое уравнение
  - от одной переменной: {\displaystyle ax^{3}+bx^{2}+cx+d=0,\quad a\neq 0.}
- Уравнение четвёртой степени
  - от одной переменной: {\displaystyle ax^{4}+bx^{3}+cx^{2}+dx+e=0,\quad a\neq 0.}
- Уравнение пятой степени
  - от одной переменной: {\displaystyle ax^{5}+bx^{4}+cx^{3}+dx^{2}+ex+f=0,\quad a\neq 0.}
- Уравнение шестой степени
  - от одной переменной: {\displaystyle ax^{6}+bx^{5}+cx^{4}+dx^{3}+ex^{2}+fx+g=0,\quad a\neq 0.}
- Возвратное уравнение — алгебраические уравнения вида: {\displaystyle a_{n}x^{n}+a_{n-1}x^{n-1}+\ldots +a_{1}x+a_{0}=0,} коэффициенты которых, стоящие на симметричных относительно середины позициях, равны, то есть если {\displaystyle a_{n-k}=a_{k},}, при {\displaystyle k=0,1,\ldots ,n}.